# Станьяро, Андрес
Андре́с Армандо Станьяро (исп. Andrés Armando Stagnaro; 19 ноября 1907, Буэнос-Айрес — неизвестно) — аргентинский футболист, полузащитник.

## Карьера
Андрес Станьяро начал карьеру в клубе «Спортиво Палермо». В 1923 году он перешёл в клуб «Чакарита Хуниорс». В 1925 году он возвратился в «Палермо» и даже забил гол в ворота своей бывшей команды в высшем дивизионе чемпионата Аргентины, сделал Станьяро это и годом позже. В 1927 году Андрес вновь стал игроком «Чакариты». В 1930 году полузащитник перешёл в «Расинг», который долгое время искал замену Адольфо Семельсы. Но в 1931 году возвратился в «Чакариту». В 1932 году Андрес во второй раз стал игроком «Расинга». Там он играл до 1933 года, после чего покинул команду из-за конфликта с руководством клуба. После этого Станьяро сыграл один матч за «Атланту».
В 1933 году Станьяро перешёл в итальянскую «Рому». 1 мая 1933 года Станьяро и два других аргентинских игрока, Энрике Гуайта и Алехандро Скопелли прибыли на корабле в порт Генуи. Он дебютировал в товарищеском матче с мюнхенской «Баварией», где выглядел лучше двух своих соотечественников. 10 сентября он сыграл первый официальный матч за клуб против «Брешии» (1:0). Всего в первом сезоне он провёл 25 матчей. В следующем сезоне он сыграл только одну игру, причиной чему стала тяжёлая травма. Причиной ухода стала военная служба: все три аргентинцы, будучи ориунди, получили итальянское гражданство. По требованию тогдашнего законодательства все мужчины-граждане Италии были обязаны проходить военную службу, это осуществляли и футболисты, проходя её только формально. Однако осенью 1935 года в Италии начался военный призыв, а все газеты писали о готовящейся Итало-эфиопской войне. Аргентинские футболисты не желали брать в руки оружие, они обратились к Винченцо Бьянконе, спортивному директору «Ромы», который их заверил, что они призываны не будут. Однажды они не пришли на последобеденную тренировку, что не вызвало каких-то опасений, но после того как игроки не появились и вечером, а несколько свидетелей видели Гуайту, уезжающего из дома с багажом и семьями, клуб забеспокоился. Сами же игроки уехали в Лигурию, оттуда отправились на корабле во Францию, где, в свою очередь, сели на грузовое судно и уплыли в Южную Америку. В Италии их обвинили в дезертирстве и трусости, а также завели уголовное дело в незаконном обороте национальной валюты. Станьяро же назвали главным зачинщиком побега, из-за якобы того, что он был недоволен тем, что потерял место в основном составе.
Завершил карьеру Станьяро в «Расинге» в 1938 году, где сыграл единственную игру 14 августа с «Химнасией и Эсгримой» (1:2).
В составе второй сборной Аргентины Станьяро дебютировал 9 декабря 1923 года в матче с клубом «Спортиво Барракас» (4:1), где на 27 минуте встречи забил первый в матче гол. За основую сборной футболист Станьяро впервые сыграл 25 мая 1924 года в матче Кубка Ньютона с Уругваем. Во второй встрече за национальную команду, 29 мая 1926 года со сборной Парагвая Андрес забил гол, а его команда победила со счётом 2:1. После этого футболист долгое время не играл за сборную страны, лишь 5 февраля 1933 года он вышел на поле в матче с уругвайцами, в котором Аргентина выиграла со счётом 4:1.

## Статистика

### Клубная
| Сезон     | Клуб                   | Лига    | Чемпионат | Чемпионат |
| Сезон     | Клуб                   | Лига    | Игры      | Голы      |
| --------- | ---------------------- | ------- | --------- | --------- |
| 1923      | Чакарита Хуниорс       | Сегунда |           |           |
| 1924      | Чакарита Хуниорс       | Сегунда |           |           |
| 1925      | Спортиво Палермо       | Примера |           |           |
| 1926      | Спортиво Палермо       | Примера |           |           |
| 1927      | Чакарита Хуниорс       | Примера | 15        | 10        |
| 1928      | Чакарита Хуниорс       | Примера | 35        | 14        |
| 1929      | Чакарита Хуниорс       | Примера | 10        | 5         |
| 1930      | Чакарита Хуниорс       | Примера | 23        | 14        |
| 1930      | Расинг (Авельянеда)    | Примера | 10        | 5         |
| 1931      | Чакарита Хуниорс       | Примера | 11        | 2         |
| 1932      | Расинг (Авельянеда)    | Примера | 25        | 2         |
| 1933      | Атланта (Буэнос-Айрес) | Примера | 1         | 0         |
| 1933/1934 | Рома                   | Серия А | 25        | 0         |
| 1934/1935 | Рома                   | Серия А | 1         | 0         |
| 1938      | Расинг (Авельянеда)    | Примера | 1         | 0         |

### Международная
| Матчи Андреса Станьяро за сборную Аргентины | Матчи Андреса Станьяро за сборную Аргентины | Матчи Андреса Станьяро за сборную Аргентины | Матчи Андреса Станьяро за сборную Аргентины | Матчи Андреса Станьяро за сборную Аргентины | Матчи Андреса Станьяро за сборную Аргентины | Матчи Андреса Станьяро за сборную Аргентины |
| ------------------------------------------- | ------------------------------------------- | ------------------------------------------- | ------------------------------------------- | ------------------------------------------- | ------------------------------------------- | ------------------------------------------- |
| №                                           | Дата                                        | Место проведения                            | Оппонент                                    | Счёт                                        | Голы                                        | Турнир                                      |
| 1                                           | 25 мая 1924                                 | Монтевидео                                  | Уругвай                                     | 0:2                                         | —                                           | Кубок Ньютона                               |
| 2                                           | 29 мая 1926                                 | Буэнос-Айрес                                | Парагвай                                    | 2:1                                         | 1                                           | Кубок Шевалье Бутеля                        |
| 3                                           | 5 февраля 1933                              | Буэнос-Айрес                                | Уругвай                                     | 4:1                                         | —                                           | Товарищеский матч                           |

## Достижения
- Обладатель Кубка Шевалье Бутеля: 1926

## Расхождения в идентификации футболиста
В некоторых источниках указывается, что Андрес Станьяро и Армандо Станьяро — два разных футболиста. При таких условиях Армандо играл за «Чакариту» и сборную в 1924 и 1926 годах, а Андрес — за «Расинг», в частности в 1929 году и сборную в 1933 году. Однако другие источники указывают, что это один и тот же футболист, имя же игроков упоминается именно Адрес Армандо или Андрес А., дата рождения везде указана одна и та же. При этом в некоторых источниках указывается, что они играли в разные сезоны за разные команды, и в другие сезоны их команды были также различными, но даже при таких условиях друг против друга они не играли.